# Gaia Masetti
Gaia Masetti (Sassuolo, 26 ottobre 2001) è una ciclista su strada italiana che corre per l'AG Insurance-Soudal Team.

## Palmarès
- 2023 (AG Insurance-Soudal Quick-Step, una vittoria)

La Classique Morbihan

### Altri successi
- 2024 (AG Insurance-Soudal Team)

Campionati europei, Staffetta mista (con la Nazionale italiana)

## Piazzamenti

### Grandi Giri
- Giro d'Italia

2023: 45ª
2024: 48ª
- Tour de France

2022: ritirata (2ª tappa)
2024: 60ª

### Competizioni mondiali
- Campionati europei

Zurigo 2024 - Cronometro Elite: 40ª

### Competizioni europee
- Campionati europei

Drenthe 2023 - Cronometro Under-23: 10ª
Drenthe 2023 - In linea Under-23: 4ª
Limburgo 2024 - In linea Elite: 67ª
Limburgo 2024 - Staffetta mista Elite: vincitrice